# Trossö
Trossö er en ø i Karlskronas skærgård i Sverige og udgør Karlskronas centrum..Trossö ligger i Karslkronas sydlige del, hvor flere andre øer indgår i nærområdet, Stumholmen, Saltö og Långö. I det nutidige Trossö indgår flere forhenværende øer, der er blevet tillagt Trossö ved udfyldninger.
Seværdigheder på Trossö er Sveriges størsta torv, Stortorget, Marinbasen, Amiralitetskyrkan og Karlskronavarvet. 